# بارتيليمي تشينينيزي
بارتيليمي تشينينيزي (مواليد 28 فبراير 1998) هو لاعب كرة طائرة فرنسي يلعب لصالح منتخب فرنسا.